# پارسنامه
پارسنامه نام یکی از مطبوعات استان فارس در دوران قاجاریه است.
این روزنامه از سال ۱۳۴۴ هـ.ق به وسیله بهاالدین حسام‌زاده مشهور به پازارگاد در شیراز به چاپ رسیده است.